# Samsula-Spruce Creek
Samsula-Spruce Creek es un lugar designado por el censo ubicado en el condado de Volusia en el estado estadounidense de Florida. En el Censo de 2010 tenía una población de 5.047 habitantes y una densidad poblacional de 111,63 personas por km².

## Geografía
Samsula-Spruce Creek se encuentra ubicado en las coordenadas 29°3′7″N 81°3′45″O / 29.05194, -81.06250. Según la Oficina del Censo de los Estados Unidos, Samsula-Spruce Creek tiene una superficie total de 45.21 km², de la cual 45.11 km² corresponden a tierra firme y (0.23%) 0.1 km² es agua.

## Demografía
Según el censo de 2010, había 5.047 personas residiendo en Samsula-Spruce Creek. La densidad de población era de 111,63 hab./km². De los 5.047 habitantes, Samsula-Spruce Creek estaba compuesto por el 96.95% blancos, el 0.65% eran afroamericanos, el 0.2% eran amerindios, el 1.29% eran asiáticos, el 0.04% eran isleños del Pacífico, el 0.42% eran de otras razas y el 0.46% pertenecían a dos o más razas. Del total de la población el 2.32% eran hispanos o latinos de cualquier raza.